# Post Malone
Austin Richard Post, känd under sitt artistnamn Post Malone, född 4 juli 1995 i Syracuse i New York, är en amerikansk sångare, låtskrivare, musikproducent och gitarrist.
Malone fick sitt genombrott februari 2015 efter att han släppt sin debutsingel White Iverson på Soundcloud, och i augusti samma år blev Malone signad med Republic Records. Den 9 december 2016 släppte han sitt debutstudioalbum Stoney som nådde topp sex på Billboard och sålde platina. Den 15 september 2017 släppte han singeln ”Rockstar” som har vunnit priser, bland annat på Billboard Music Awards där den vann pris för bästa raplåt. Den 27 april 2018 släppte han sitt andra album Beerbongs & Bentleys. Beerbongs & Bentleys har vunnit priser på bland annat Juno Award för årets internationella album.
Efter det har Malone släppt ytterligare fyra album; Hollywood's Bleeding släppt 2019, Twelve Carat Toothache, släppt 2022, samt Austin, den 28 juli 2023. Hans sjätte album F-1 Trillion, vilket också är hans första country-album, släpptes den 16 augusti 2024.

## Bakgrund

### Tidiga år
Malone föddes i Syracuse i New York men flyttade med sin familj till Grapevine i Texas när han var nio år gammal. Artistnamnet Post Malone kommer enligt honom själv från en rap-namngenerator på nätet, där han la in sitt födelsenamn Austin Post.
Malone lärde sig i unga år att spela gitarr, vilket senare i livet kom att höras i hans musik. Han har sagt att en del av hans intresse för att lära sig detta kom från att ha spelat Guitar Hero.

### 2015–2016: Karriären börjar ochStoney
Malones debutsingel White Iverson släpptes på Soundcloud den 4 februari 2015 och blev snabbt en succé. Efter låtens snabba spridning blev Malone signad till Republic Records.

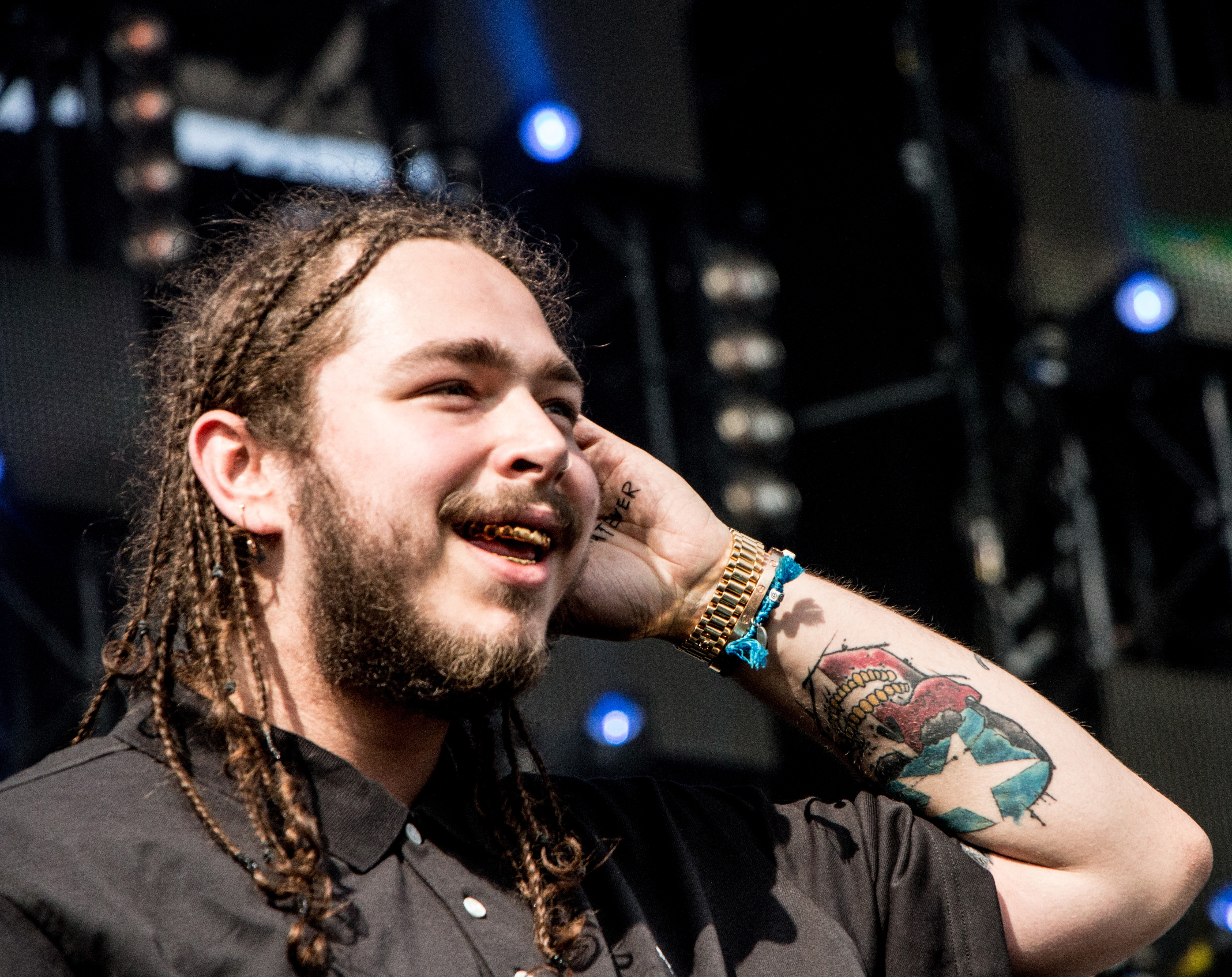
Malone under en konsert 2016

Malones debutmixtape August 26th släpptes den 12 maj 2016, där titeln var en referens till det planerade släppdatumet av hans debutalbum Stoney. Detta sköts dock upp senare.
Stoney släpptes den 9 december 2016 och innehöll singlarna White Iverson, Too Young, Go Flex, Deja Vu med Justin Bieber och Congratulations med Quavo.

### 2017–2018:beerbongs & bentleysoch nya singlar
I december 2016, inte långt efter att Stoney hade släppts bytte Malone namn på Twitter till beerbongs & bentleys, och efter mycket spekulation från hans fans avslöjade han att det var namnet på hans andra studioalbum.
Albumet föregicks av tre singlar; Rockstar med 21 Savage, Candy Paint och Psycho med Ty Dolla Sign. Samtliga singlar blev succéer, och Rockstar var under en period den låt som fått mest streams på Spotify någonsin. Än idag är singeln den mest streamade rap-låten någonsin. Albumet släpptes den 27 april 2018.

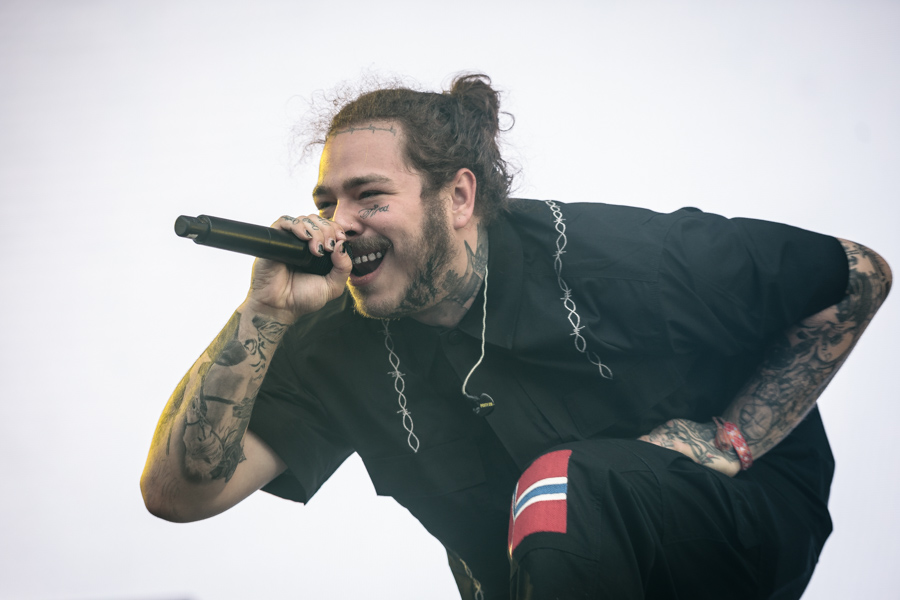
Post Malone på Stavernfestivalen 2018

Malone hade en cameoroll och medverkade med låten Sunflower i Soundtracket till den animerade filmen Spider-Man: Into the Spider-Verse. Låten blev även den första singeln från Malones kommande tredje studioalbum. Den andra singeln Wow. släpptes den 24 december.

### 2019:Hollywood's Bleeding
I juli 2019 släppte Malone singeln Goodbyes, ett samarbete med rapparen Young Thug. En ny låt, Circles, spelades upp av Malone på YouTube kort därpå innan låten släpptes officiellt den 30 augusti. 
Malones manager bekräftade den 26 augusti 2019 att albumet skulle heta Hollywood's Bleeding och släppas den 6 september samma år.

### 2020–2022:Twelve Carat Toothache

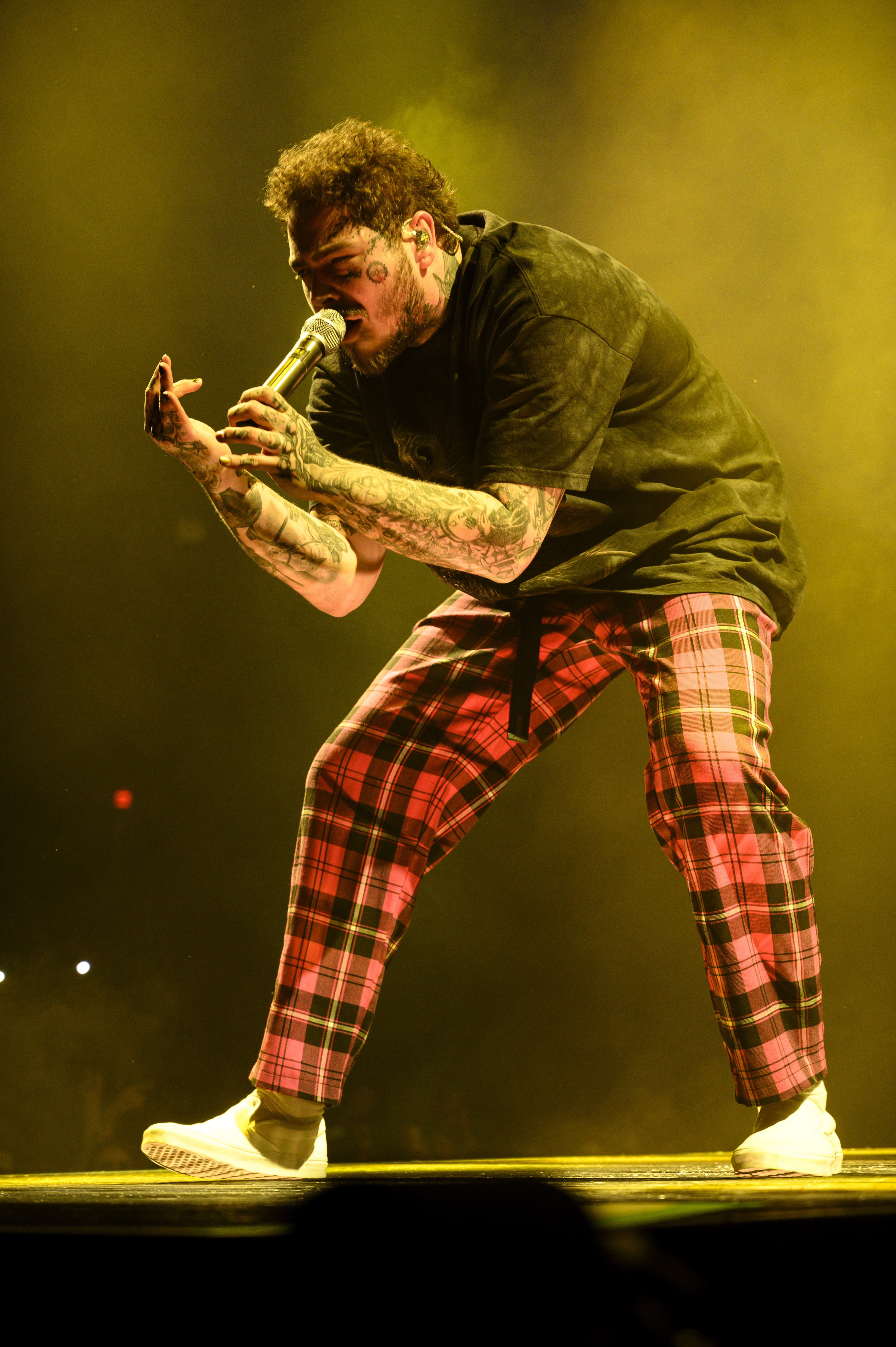
Malone under en spelning i Chicago 2020

Efter släppet av Hollywood's Bleeding var det relativt tyst på musikfronten för Malone under 2020, i alla fall vad gäller solo. Han medverkade på flera singlar under året, bland annat på rapparen Tyla Yawehs singel Tommy Lee. Han avslöjade dock under en livesänd konsert att han höll på med sitt fjärde studioalbum och att han ville släppa det så snart som möjligt. Singeln Motley Crew släpptes den 9 juli 2021, däremot hamnade den inte på något album.
One Right Now, ett samarbete med The Weeknd och den första singeln från Malones fjärde studioalbum Twelve Carat Toothache släpptes den 5 november 2021, och följdes av Cooped Up med Roddy Ricch den 12 maj 2022 innan hela albumet sedan släpptes den 3 juni.

### 2023:Austin
Malone släppte singeln Chemical den 14 april 2023 efter att ha avslöjat att han jobbar på sitt femte studioalbum. Malone utannonserade i en video på sin Instagram den 16 maj att hans nästa album skulle heta Austin och släppas den 28 juli. Albumets andra singel Mourning släpptes den 19 maj och följdes av Overdrive den 14 juli. Malone medverkade på remixen av Noah Kahans låt Dial Drunk som släpptes den 18 juli.
Den 9 november 2023 släpptes låten Pickup Man från mixtapet HIXTAPE vol.3 på vilken Malone medverkade tillsammans med Joe Diffie. Låten är Malones första country-låt.

### 2024:F-1 Trillion
Efter släppet av Pickup Man började Malone hinta om att han höll på att spela in ett country-album, ett stort skifte från hans tidigare verk. Detta blev tydligt när han den 10 maj 2024 släppte låten I Had Some Help tillsammans med den amerikanska countrysångaren Morgan Wallen. Låten blev en stor hit på Billboard, och det tog inte lång tid innan Malone började hinta om mer musik i samma stil.
Den 14 juni avslöjade han att hans nya låt Pour Me A Drink, ett samarbete med Blake Shelton, skulle släppas den 21 juni. Den 18 juni avslöjade Malone att hans nya album, vilket också är hans första country-album, skulle släppas den 16 augusti och heta F-1 Trillion. Albumets tredje singel, Guy For That med Luke Combs, släpptes den 26 juli.
Albumet fick en förlängd utgåva bara timmar efter dess släpp, kallad F-1 Trillion: Long Bed. Utgåvan innehöll nio extraspår som i kontrast till övriga albumet inte innehöll några samarbeten.

## Diskografi[31][32]

### Album
| År   | Titel                  |
| ---- | ---------------------- |
| 2016 | Stoney                 |
| 2018 | beerbongs & bentleys   |
| 2019 | Hollywood's Bleeding   |
| 2022 | Twelve Carat Toothache |
| 2023 | Austin                 |
| 2024 | F-1 Trillion           |

### Samlingsalbum
| År   | Titel                  |
| ---- | ---------------------- |
| 2023 | The Diamond Collection |

### Mixtapes
| År   | Titel       |
| ---- | ----------- |
| 2016 | August 26th |

### Singlar
| År   | Titel                                                   | Album/EP                                                   |
| ---- | ------------------------------------------------------- | ---------------------------------------------------------- |
| 2015 | White Iverson                                           | Stoney                                                     |
| 2015 | Too Young                                               | Stoney                                                     |
| 2016 | Go Flex                                                 | Stoney                                                     |
| 2016 | Deja Vu (med Justin Bieber)                             | Stoney                                                     |
| 2017 | Congratulations (med Quavo)                             | Stoney                                                     |
| 2017 | Rockstar (med 21 Savage)                                | beerbongs & bentleys                                       |
| 2017 | I Fall Apart                                            | Stoney                                                     |
| 2017 | Candy Paint                                             | beerbongs & bentleys                                       |
| 2018 | Psycho (med Ty Dolla Sign)                              | beerbongs & bentleys                                       |
| 2018 | Ball For Me (med Nicki Minaj)                           | beerbongs & bentleys                                       |
| 2018 | Better Now                                              | beerbongs & bentleys                                       |
| 2018 | Sunflower (med Swae Lee)                                | Spider-Man: Into the Spider-Verse och Hollywood's Bleeding |
| 2018 | Wow.                                                    | Hollywood's Bleeding                                       |
| 2019 | Goodbyes (med Young Thug)                               | Hollywood's Bleeding                                       |
| 2019 | Circles                                                 | Hollywood's Bleeding                                       |
| 2019 | Enemies (med DaBaby)                                    | Hollywood's Bleeding                                       |
| 2019 | Allergic                                                | Hollywood's Bleeding                                       |
| 2019 | Take What You Want (med Ozzy Osbourne och Travis Scott) | Hollywood's Bleeding                                       |
| 2021 | Only Wanna Be With You (Pokémon 25 Version)             | Pokémon 25: The Album                                      |
| 2021 | Motley Crew                                             | inget album                                                |
| 2021 | One Right Now (med The Weeknd)                          | Twelve Carat Toothache                                     |
| 2022 | Cooped Up (med Roddy Ricch)                             | Twelve Carat Toothache                                     |
| 2022 | I Like You (A Happier Song) (med Doja Cat)              | Twelve Carat Toothache                                     |
| 2023 | Chemical                                                | Austin                                                     |
| 2023 | Mourning                                                | Austin                                                     |
| 2023 | Overdrive                                               | Austin                                                     |
| 2023 | Enough Is Enough                                        | Austin                                                     |
| 2024 | I Had Some Help (med Morgan Wallen)                     | F-1 Trillion                                               |
| 2024 | Pour Me A Drink (med Blake Shelton)                     | F-1 Trillion                                               |
| 2024 | Guy For That (med Luke Combs)                           | F-1 Trillion                                               |

### Singlar som medverkande artist (i urval)
| År   | Titel               | Artist                                                              | Album/EP                      |
| ---- | ------------------- | ------------------------------------------------------------------- | ----------------------------- |
| 2017 | Burning Man         | watt feat. Post Malone                                              | xXx: Return of Xander Cage    |
| 2018 | Jackie Chan         | Tiësto, Dzeko, Preme & Post Malone                                  | The London Sessions           |
| 2019 | Writing On The Wall | French Montana feat. Post Malone, Cardi B & Rvssian                 | Montana                       |
| 2020 | It's a Raid         | Ozzy Osbourne feat. Post Malone                                     | Ordinary Man                  |
| 2020 | Tommy Lee           | Tyla Yaweh feat. Post Malone                                        | Rager Boy                     |
| 2020 | Tap In (Remix)      | Saweetie feat. Post Malone, DaBaby & Jack Harlow                    | Pretty Bitch Music            |
| 2020 | Wolves              | Big Sean feat. Post Malone                                          | Detroit 2                     |
| 2020 | Spicy               | Ty Dolla Sign feat. Post Malone                                     | Featuring Ty Dolla Sign       |
| 2021 | I Did It            | DJ Khaled feat. Post Malone, Megan Thee Stallion, Lil Baby & DaBaby | Khaled Khaled                 |
| 2021 | Life's A Mess II    | Juice WRLD, Clever & Post Malone                                    | Crazy                         |
| 2023 | Dial Drunk          | Noah Kahan & Post Malone                                            | Stick Season                  |
| 2023 | Pickup Man          | Joe Diffie & Post Malone                                            | HiXTAPE, Vol. 3               |
| 2024 | Fortnight           | Taylor Swift & Post Malone                                          | The Tortured Poets Department |